# کاربوناته
کاربوناته (به ایتالیایی: Carbonate) یک کومونه در ایتالیا است که در استان کومو واقع شده‌است. کاربوناته ۵٫۲ کیلومتر مربع مساحت و ۲٬۷۵۷ نفر جمعیت دارد و ۲۶۷ متر بالاتر از سطح دریا واقع شده‌است.